# 魯德尼亞 (利維夫州)
49°31′46″N 23°10′27″E / 49.52944°N 23.17417°E
魯德尼亞（羅馬化：Rudnia）是烏克蘭西部的村莊，隸屬利維夫州的桑比爾區。該村始建於1442年，面積0.36平方公里，海拔高度301米，2007年人口32，人口密度每平方公里77.78人。